# Gyrophaena poweri
Gyrophaena poweri – gatunek chrząszcza z rodziny kusakowatych i podrodziny rydzenic. Zamieszkuje Europę.

## Taksonomia
Gatunek ten opisany został po raz pierwszy w 1867 roku przez George’a Roberta Crotcha.

## Morfologia
Chrząszcz o wydłużonym ciele długości od 1,5 do 2 mm. Głowa jest brązowa, 1,7 raza szersza niż dłuższa, zaopatrzona w wyłupiaste oczy. Na jej powierzchni widnieją liczne, silne punkty. Barwa czułków jest żółta. Ich człony od szóstego do dziesiątego są wyraźnie szersze niż dłuższe. Przedplecze jest rudożółte, o rozproszonych po całym dysku punktach, spośród których zwykle zaznaczają się dwa silniejsze w tylnej jego połowie. Pokrywy są rudożółte z brązowo przyciemnionymi tylnymi kątami zewnętrznymi, stosunkowo gęsto pokryte drobnymi, pojedynczymi punktami. Kolor odnóży jest żółty do pomarańczowego. Odwłok ma ubarwienie rudożółte z brązową przepaską poprzeczną.

## Ekologia i występowanie
Owad ten bytuje w owocnikach różnych gatunków grzybów rosnących na murszejących pniach i pniakach, w tym w łuskwiaku zmiennym.
Gatunek palearktyczny, europejski, znany z Hiszpanii, Irlandii, Wielkiej Brytanii, Francji, Belgii, Holandii, Niemiec, Szwajcarii, Austrii, Włoch, Danii, Szwecji, Norwegii, Finlandii, Łotwy, Litwy, Polski, Czech, Słowacji, Węgier, Ukrainy, Rumunii, Bułgarii i europejskiej części Rosji. Na południowy zachód osiąga Pireneje, a na północny wschód dociera do Karelii.